# Соловьёва, Екатерина Ивановна
Екатери́на Ива́новна Соловьёва (урождённая Лоба́нова; 1924—2017) — советский и российский историк, ректор Новосибирского педагогического института (1981—1988), заслуженный работник высшей школы Российской Федерации.

## Биография
Родилась 25 мая 1924 года в селе Глубокое Завьяловского района Алтайского края в крестьянской семье, девичья фамилия — Лобанова.
Окончила неполную среднюю школу (1941) и Колпашевское педучилище (1944, с отличием). Работала директором Наунакской начальной школы и учителем истории Усть-Чижапской неполной средней школы Каргасокского района Томской области.
В 1946 года переехала в Новосибирск, где в 1950 году с отличием окончила исторический факультет педагогического института, а в 1953 году — аспирантуру при кафедре истории СССР. Работала там же: ассистентом, старшим преподавателем (1955), доцентом (1959), профессором, с 1964 года — зав. кафедрой истории СССР.
В 1978—1980 годах — проректор по научной работе, с 1981 по 1988 — ректор НГПИ. С 1988 года заведовала кафедрой отечественной истории. В последний период жизни — почётный профессор НГПУ.
Доктор исторических наук (1975, тема диссертации — «Крестьянская промышленность Сибири во второй половине XIX в.)». Профессор (1980). Автор научных работ по истории крестьянства Сибири.
Награждена орденом Трудового Красного Знамени (1984), медалью «За трудовую доблесть» (1961). Заслуженный работник высшей школы Российской Федерации (1997).
Умерла 9 февраля 2017 года. Похоронена на Заельцовское кладбище Новосибирска (квартал 103).